# Arizona Classic 1991
Arizona Classic 1991 — жіночий тенісний турнір, що проходив на відкритих кортах з твердим покриттям Scottsdale Princess Resort у Скоттсдейлі (США). Належав до турнірів 4-ї категорії в рамках Туру WTA 1991. Відбувсь ушосте (востаннє) і тривав з 28 жовтня до 3 листопада 1991 року. Третя сіяна Сабін Аппельманс здобула титул в одиночному розряді й отримала 27 тис. доларів США.

## Фінальна частина

### Одиночний розряд
Сабін Аппельманс —  Чанда Рубін 7–5, 6–1
- Для Аппельманс це був 1-й титул в одиночному розряді за кар'єру.

### Парний розряд
Пінат Луї Гарпер /  Кеммі Макгрегор —  Сенді Коллінз /  Елна Рейнах 7–5, 3–6, 6–3